# Rolf Abderhalden
Rolf Eugenio Abderhalden Cortés (Manizales, 1965) es un actor, artista y director de teatro colombiano.

## Carrera
Nació en Manizales, Caldas. Estudió artes visuales antes de expandirse rápidamente a otras áreas, en particular el teatro y la escenografía. Su trabajo hasta la fecha abarca performance, instalación y dirección. Cofundó la compañía teatral Mapa Teatro en París en 1984, antes de trasladarla a Bogotá en 1986. Hoy en día es conocida como una de las principales compañías artísticas de Colombia. Abderhalden también dirige un estudio de arte en la Biblioteca Luis Ángel Arango y desde 1986 enseña en la Universidad Nacional de Colombia.

## Filmografía destacada

### Como actor
- 2008 - El silencio de la luz (corto)
- 2007 - La voz de las alas
- 2005 - La historia del baúl rosado
- 1995 - De amores y delitos: Bituima 1780
- 1994 - Capítulo 66 (corto)